# 细萼扁蕾
细萼扁蕾（学名：Gentianopsis barbata var. stenocalyx）为龙胆科扁蕾属下的一个变种。